# Feriha Tevfik
Feriha Tevfik (Istanbul, Imperi Otomà, 1910 - İstanbul, Turquia, 22 d'abril de 1991) va ser una model i actriu turca, coneguda per ser la primera guanyadora del concurs Miss Turquia l'any 1929.
Encara que tenia el dret de representar a Turquia en el concurs de Miss Univers no va poder viatjar als Estats Units per un problema de visat. Segons una font, la guanyadora va ser en realitat una dona anomenada Hicran Hanım que va ser desqualificada al revelar-se que s'acabava de casar. Semine Hanım va quedar en segon lloc i Araksi Çetinyan en el tercer.
L'any 1930 Feriha Tevfik va tornar a presentar-se al concurs i va quedar segona, per darrere de Mübeccel Namık.
Després dels concursos, Feriha Tevfik va treballar com a actriu, al cinema turc fins a l'any 1939, quan va retirar-se definitivament de la vida pública.
Es va casar tres vegades i va tenir un fill.